# Dave Mason

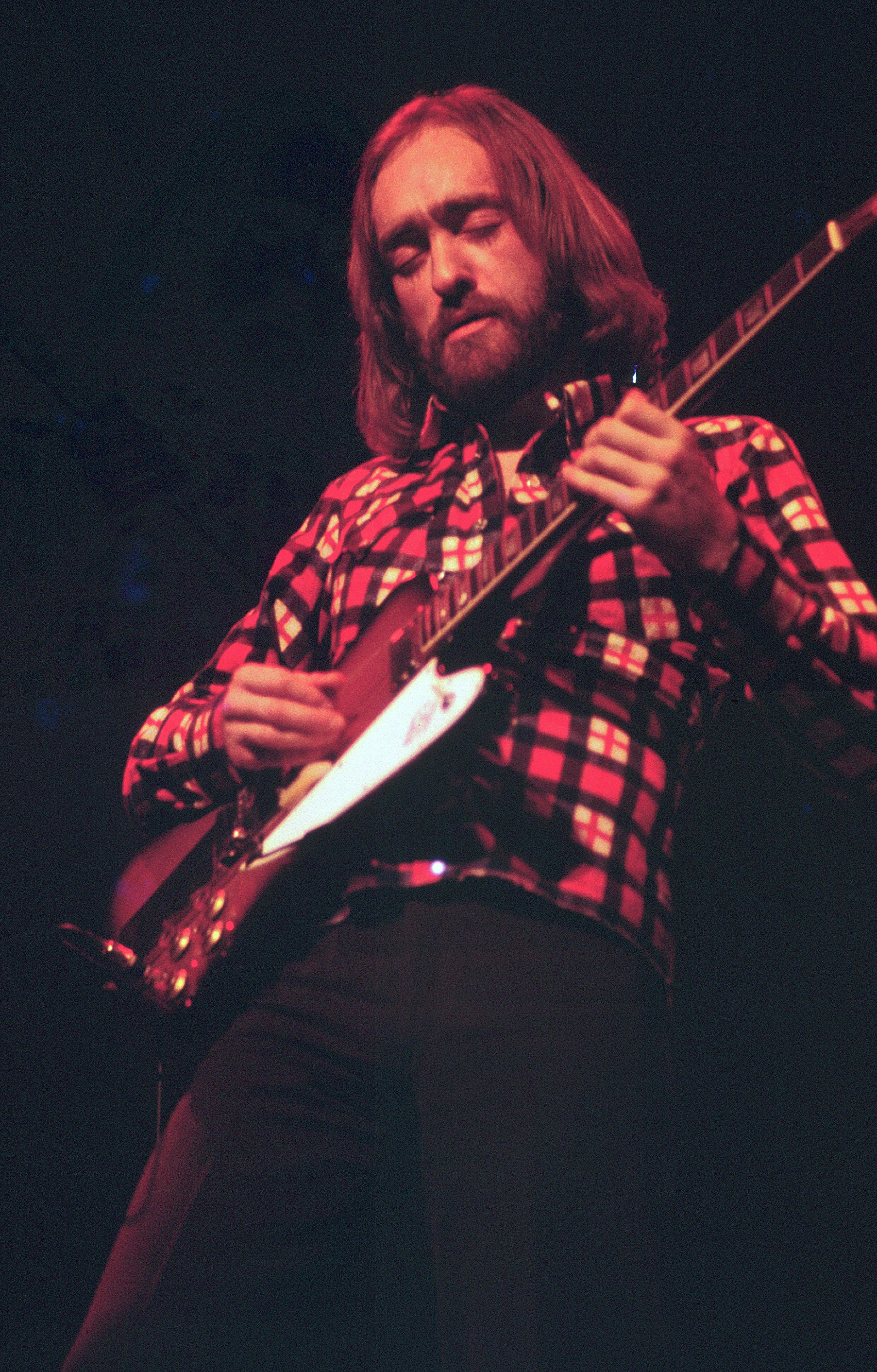
Dave Mason 1974

Dave Mason (* 10. Mai 1946 in Worcester, England) ist ein britischer Musiker (Gitarre, Bass, Sitar, Mellotron, Gesang).

## Karriere
1960 begann er als Gitarrist bei den Lokalbands Jaguars und Opus To Spring. 1962 und 1963 spielte er bei den Hellions, 1964 und 1965 folgten die Revolutions. 1966 wurde er dann Roadie für die Spencer Davis Group. Dabei lernte er Chris Blackwell von Island Records kennen, durch den er 1967 einen Platz bei Traffic bekam. Für Traffic steuerte er verschiedene Eigenkompositionen bei, unter anderem Hole In My Shoe. Ende 1967 kam es jedoch zu Meinungsverschiedenheiten zwischen Mason und Steve Winwood über die musikalische Ausrichtung von Traffic, weshalb er die Band verließ.
1968 produzierte Mason das Debüt-Album Music in a Doll's House von Roger Chapmans Band Family. Im März desselben Jahres schloss er sich erneut Traffic an. In diese Zeit fällt seine bekannteste für Traffic geschriebene Komposition Feelin' Alright?, die jedoch erst in der durch den Rock-Pianisten Chris Stainton arrangierten Cover-Version von Joe Cocker zu einem Top-Hit wurde. Im Herbst trennte sich Mason wieder von Traffic. Er veröffentlichte seine erste Solo-Single Just for You/Little Woman und fungierte als Gastmusiker bei der Produktion des Albums Electric Ladyland von Jimi Hendrix.
Nach dem kurzlebigen Projekt „Mason, Capaldi, Wood and Frog“ übersiedelte Mason 1969 in die USA, wo er unter anderem mit Derek and the Dominos, Cass Elliot, Joe Cocker, David Crosby, Graham Nash und Leon Russell spielte. Außerdem lernte er Delaney & Bonnie kennen, zu deren Begleitband Friends er eine Zeitlang gehörte und für die er Only You Know And I Know schrieb.
1970 unterschrieb er einen Plattenvertrag mit Blue Thumb Records, wo er noch im gleichen Jahr sein Solodebüt Alone Together veröffentlichte. Mit Cass Elliot nahm er 1971 die Platte Dave Mason & Cass Elliot auf, die aber floppte. Außerdem beteiligte er sich an Welcome to the Canteen von Traffic und All Things Must Pass von George Harrison.
1972 stellte er sich eine Begleitband aus Lonnie Turner (Bass), Mark Jordan (Keyboard), Felix Falcon (Perkussion) und Rick Jaeger (Schlagzeug) zusammen, mit der er das Album Headkeeper aufnahm. Auf der Platte verband Mason Elemente aus Gospel, Folk, Country und Rhythm and Blues. Nach Dave Mason Is Alive (1973) kam es zu Meinungsverschiedenheiten mit Blue Thumb Records. Mit Hilfe von Clive Davis kam er sowohl von dem Label als auch von den damit verbundenen juristischen Schwierigkeiten los.
Im selben Jahr unterschrieb er bei Columbia Records und veröffentlichte im Dezember It's Like You Never Left mit Gaststars wie Graham Nash und Stevie Wonder, das sehr gute Kritiken bekam.
Es folgten die Alben Dave Mason (1974), Split Coconut (1975), Certified Live (1976), Let It Flow (1977), Mariposa de Oro (1978) und Old Crest on a New Wave (1980), sowie die Singles We Just Disagree, Let It Go, Let It Flow und Will You Love Me Tomorrow. Ab Let It Flow, auf dem auch Stephen Stills als Gaststar spielte, begann er Streicher einzusetzen, die teilweise negative Kritiken nach sich zogen.
Mason arbeitete nebenbei auch als Studiomusiker, zum Beispiel für Paul McCartney, Phoebe Snow, Graham Nash, Bobby Keys und David Blue. Außerdem war er in einer Werbung für Miller-Bier zu hören.
Das 87er-Album Two Hearts, auf dem er von Phoebe Snow und Steve Winwood unterstützt wurde, gelangte überhaupt nicht mehr in die Charts.
Im Herbst 1993 schloss er sich Fleetwood Mac an, auf deren 95er-Produktion Time er mitspielte. Später gründete er eine eigene Band mit Rich Campbell (Bass) von Three Dog Night, Bobby Scumaci (Keyboard) und Frank Reina (Schlagzeug). Er spielte als Gast bei Buddy Guy, Blood, Sweat & Tears und Poco und tourte 1998 mit Jim Capaldi.

## Diskografie

### Studioalben
| Jahr | Titel                    | Höchstplatzierung, Gesamtwochen, AuszeichnungChartsChartplatzierungen (Jahr, Titel, Platzierungen, Wochen, Auszeichnungen, Anmerkungen) | Anmerkungen     |
| Jahr | Titel                    | US | Anmerkungen     |
| ---- | ------------------------ | --- | --------------- |
| 1970 | Alone Together           | US22 Gold · (25 Wo.)US |                 |
| 1971 | Dave Mason & Cass Elliot | US49 (7 Wo.)US | mit Cass Elliot |
| 1972 | Headkeeper               | US51 (14 Wo.)US |                 |
| 1973 | It’s Like You Never Left | US50 (28 Wo.)US |                 |
| 1974 | Dave Mason               | US25 Gold · (25 Wo.)US |                 |
| 1975 | Split Coconut            | US27 (17 Wo.)US |                 |
| 1977 | Let It Flow              | US37 Platin · (49 Wo.)US |                 |
| 1978 | Mariposa de Oro          | US41 Gold · (19 Wo.)US |                 |
| 1980 | Old Crest on a New Wave  | US74 (10 Wo.)US |                 |

Weitere Studioalben
- 1987: Two Hearts
- 1987: Some Assembly Required
- 2008: 26 Letters - 12 Notes
- 2014: Future’s Past

### Livealben
| Jahr | Titel               | Höchstplatzierung, Gesamtwochen, AuszeichnungChartsChartplatzierungen (Jahr, Titel, Platzierungen, Wochen, Auszeichnungen, Anmerkungen) | Anmerkungen |
| Jahr | Titel               | US | Anmerkungen |
| ---- | ------------------- | --- | ----------- |
| 1973 | Dave Mason Is Alive | US116 (11 Wo.)US |             |
| 1976 | Certified Live      | US78 (17 Wo.)US |             |

Weitere Livealben
- 1999: Live: The 40,000 Headmen Tour (mit Jim Capaldi)
- 2002: Live at Perkins Palace
- 2002: Dave Mason: Live at Sunrise
- 2004: XM Radio
- 2015: Traffic Jam

### Kompilationen
| Jahr | Titel                       | Höchstplatzierung, Gesamtwochen, AuszeichnungChartsChartplatzierungen (Jahr, Titel, Platzierungen, Wochen, Auszeichnungen, Anmerkungen) | Anmerkungen |
| Jahr | Titel                       | US | Anmerkungen |
| ---- | --------------------------- | --- | ----------- |
| 1974 | The Best of Dave Mason      | US183 (9 Wo.)US |             |
| 1974 | At His Best                 | US133 (3 Wo.)US |             |
| 1978 | The Very Best of Dave Mason | US179 (4 Wo.)US |             |

Weitere Alben
- 1972: Scrapbook
- 1978: Skatetown, U.S.A.
- 1978: California Jam II
- 1981: The Best of Dave Mason
- 1995: Long Lost Friend: The Best of Dave Mason
- 1999: The Ultimate Collection
- 2000: Super Hits
- 2007: The Definitive Collection
- 2014: The Columbia Years: The Definitive Anthology

### EPs
- 2017: Pink Lipstick

### Singles
| Jahr | Titel Album                                         | Höchstplatzierung, Gesamtwochen, AuszeichnungChartsChartplatzierungen (Jahr, Titel, Album, Platzierungen, Wochen, Auszeichnungen, Anmerkungen) | Anmerkungen         |
| Jahr | Titel Album                                         | US | Anmerkungen         |
| ---- | --------------------------------------------------- | --- | ------------------- |
| 1970 | Only You Know and I Know Alone Together             | US42 (10 Wo.)US |                     |
| 1970 | Satin Red and Black Velvet Woman                    | US97 (2 Wo.)US |                     |
| 1977 | So High (Rock Me Baby and Roll Me Away) Let It Flow | US89 (3 Wo.)US |                     |
| 1977 | We Just Disagree Let It Flow                        | US12 (19 Wo.)US |                     |
| 1978 | Let It Go, Let It Flow Let It Flow                  | US45 (8 Wo.)US |                     |
| 1978 | Will You Still Love Me Tomorrow? Mariposa de Oro    | US39 (12 Wo.)US |                     |
| 1980 | Save Me Old Crest on a New Wave                     | US71 (3 Wo.)US | mit Michael Jackson |

Weitere Singles
- 1968: Just for You
- 1972: To Be Free
- 1978: Mystic Traveller
- 1978: Don’t It Make You Wonder
- 1987: Something In The Heart
- 1988: Dreams I Dream (mit Phoebe Snow)

### Videoalben
- 1981: Live at Perkins Palace
- 1992: Best Live 1991 Tokyo
- 2002: Live at Sunrise
- 2008: The Legendary Guitar of Dave Mason